# Karl Bierwirth
Karl Bierwirth (* 24. Juli 1907 in Essen; † 3. Mai 1955 in Bonn) war ein deutscher Gewichtheber.

## Werdegang
Der Sohn eines Sahnegroßhändlers begann beim Boxsportverein Siegfried 26 Essen 1926 mit dem Gewichtheben. Bereits nach zwei Jahren konnte er Deutschland bei den Olympischen Spielen in Amsterdam vertreten, wo er mit 315 kg im olympischen Dreikampf den 9. Platz belegte. Bis zum Ende der 1930er Jahre gehörte er zur deutschen und europäischen Spitzenklasse der Gewichtheber. Er war Spezialist im einarmigen Stoßen links und erzielte 1930 in dieser Disziplin mit 100 kg einen Weltrekord, der erst 18 Jahre später durch den Russen Iwan Maltsew verbessert wurde. Mit Siegfried Essen und dem VKSA Essen 88, zu dem er gewechselt war, errang er sechsmal die deutsche Mannschaftsmeisterschaft. 1932 qualifizierte er sich mit Leistungen, die den Gewinn einer Medaille erwarten ließ, für die Olympischen Spiele in Los Angeles. Wegen finanzieller Engpässe des Verbandes konnte er nicht an den Spielen teilnehmen.
Karl Bierwirth hatte wegen seiner vorbildlichen sportlichen Haltung und seiner Eleganz beim Heben der Gewichte den Beinamen „Kavalier an der Hantel“. Der selbständige Kaufmann, der Eigentümer eines großen Milchhofes war, starb schon mit 48 Jahren an einem Gehirntumor. Beerdigt wurde er auf dem Südwestfriedhof Essen.

## Internationale Erfolge
OS = Olympische Spiele, EM = Europameisterschaften, HS = Halbschwergewicht, S = Schwergewicht, OD = Olympischen Dreikampf, bestehend aus beidarmigem Reißen, Drücken und Stoßen, FK = Fünfkampf, bestehend aus olympischen Dreikampf und einarmigem Reißen und Stoßen.
- 1928, 9.Platz, OS in Amsterdam, OD, HS, mit 315 kg, Sieger wurde Sayed Nosseir, Ägypten, 355 kg, vor Louis Hostin, Frankreich, 352,5 kg;
- 1929, 3. Platz, EM in Wien, OD, HS, mit 335 (97.5, 105.0, 132.5)  kg, hinter Jakob Vogt, Deutschland, 350.0 (100.0, 107.5, 142.5) kg und Václav Pšenička, Tschechoslowakei, 347,5 (102.5, 105.0, 140.0) kg;
- 1930, 5. Platz, EM in München, OD, HS, mit 335 kg, hinter Hostin, 350 (100.0, 110.0, 140.0) kg, Vogt, 340 (105.0, 100.0, 135.0) kg, Josef Zeman, Österreich, 340 (90.0, 107.5, 142.5) kg und Pšenička, 337,5 kg;
- 1931, 5. Platz, EM in Luxemburg, OD, HS, mit 332,5 kg, hinter Hussein, Ägypten, 357,5 (100.0, 112.5, 145.0) kg, Nikolaus Scheitler, Luxemburg, 350 (102.5, 110.0, 137.5) kg, Svend Olsen, Dänemark, 342,5 (97.5, 105.0, 140.0) kg und Franz Hirn, Österreich, 342,5 kg;
- 1933, 3. Platz, EM in Essen, mit 485 (70.0, 80.0, 95.0, 105.0, 135.0) kg, FK, HS, hinter Scheitler, 497,5 (82.5, 80.0, 97.5, 105.0, 132.5) kg und Vogt, 495 (80.0, 80.0, 102.5, 100.0, 132.5) kg

## Deutsche Meisterschaften
- 1927, 2. Platz in Nürnberg, OD, HS, mit 315 kg, hinter Vogt, Ochtenburg, 330 kg,
- 1928, 2. Platz in Koblenz, OD, HS, mit 320 kg, hinter Vogt, 335 kg,
- 1929, 2. Platz in Villingen, FK, HS, mit 500 kg, hinter Vogt, 507,5 kg,
- 1930, 2. Platz in Breslau, OD, HS, mit 332,5 kg, hinter Vogt, 340 kg,
- 1931, 1. Platz in Schwenningen, OD, HS, mit 332,5 kg, vor Anton Gietl, München, 332,5 kg,
- 1932, 2. Platz in Dortmund, OD, HS, mit 340 kg, hinter Vogt, 360 kg,
- 1933, 2. Platz in München, FK, HS, mit 495 kg, hinter Richard Leopold, Erfurt, 495 kg,
- 1934, 3. Platz in Nürnberg, FK, S, mit 537,5 kg, hinter Paul Wahl, Möhringen, 545 kg und Josef Straßberger, München, 540 kg,
- 1936, 3. Platz in Essen, OD, HS, mit 352,5 kg, hinter Eugen Deutsch, Augsburg, 362,5 kg,
- 1937, 3. Platz, OD, HS, mit 347,5 kg, hinter Gietl, 360 kg und Leopold, 347,5 kg